# Sd. Kfz. 161/3 Möbelwagen
El 3,7 cm Flak auf Fahrgestell Panzerkampfwagen IV (Sf) (Sd.Kfz. 161/3) Möbelwagen fou una peça d'artilleria autopropulsada antiaèria construïda sobre el xassís del Panzer IV i utilitzada per la Wehrmacht alemanya als fronts oriental i occidental. Möbelwagen significa camió de mudances, i va rebre aquest malnom a causa de la seva forma de caixa.

## Història

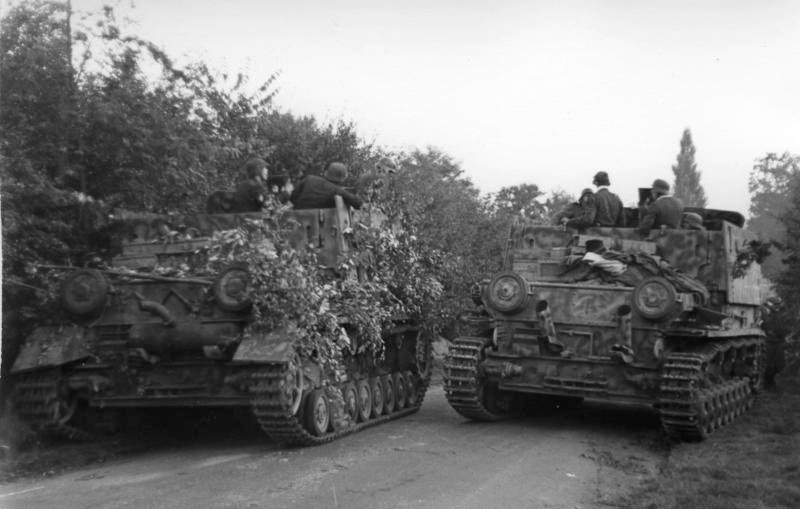
Una columna de Möbelwagen a Arnhem, setembre de 1944

Avançada la Segona Guerra Mundial, la capacitat de combat de la Luftwaffe havia disminuït considerablement. Això comportava un risc enorme per a les divisions Panzer, ja que sense suport aeri estaven indefensos contra els avions enemics. Degut a això, es va proposar, a principis de 1943, la creació d'una plataforma antiaèria mòbil que pogués protegir les columnes blindades contra els atacs aeris.
El disseny inicial, presentat a Adolf Hitler el 7 de desembre de 1943, estava basat en el xassís del Panzer IV i emprava canons antiaèris 2 cm Flak 30/38/Flakvierling de 20 mm. Aquest disseny, però, va ésser rebutjat a causa de la poca potència del canó. Només se'n va arribar a fer un prototip. Llavors es va canviar el canó per un 3,7 cm Flak 43 L/89 de 37 mm, el Möbelwagen, que va ser acceptat però només com a solució temporal.
Tot i que estava concebut com a solució temporal, va servir les esquadres antiaèries de les divisions Panzer durant gairebé tota la guerra, però acabà sent reemplaçat pel Wirbelwind, l'Ostwind i el Kugelblitz, que tenien torreta tancada i permetien un gir complet.
La producció va començar al febrer de 1944, a raó de 20 unitats per mes, que va pujar a 30 unitats per mes poc més tard. Se'n van arribar a fabricar 240, i les primeres unitats van entrar en servei al front occidental l'abril de 1944.

## Desenvolupament

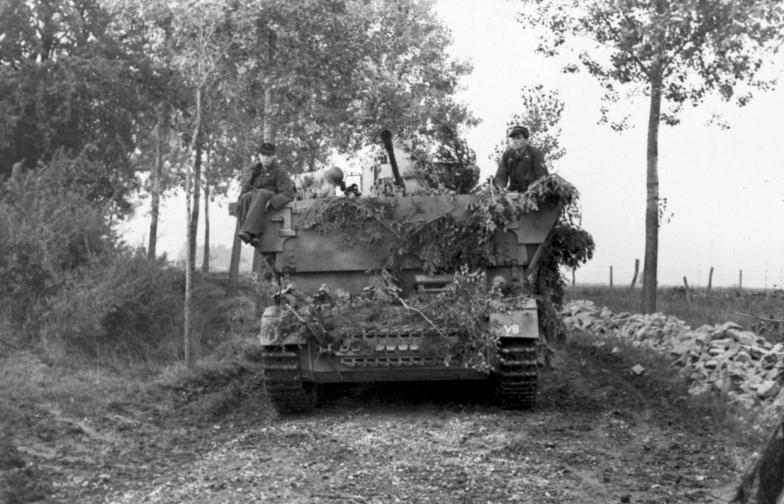
Möbelwagen al Nord de França, 21 de juny de 1944

Aquest vehicle va ser fabricat utilitzant xassís de Panzer IV danyats, provinents del front oriental, que foren enviats a la fàbrica per ser reparats. Se'ls va substituir la torreta per una superestructura oberta que contenia el canó. Al voltant es van instal·lar quatre plaques de 20 mm per protecció, que es podien pujar (per tenir una màxima protecció), o baixar (per poder disparar a blancs terrestres), segons convingués. Tanmateix, ambdues posicions eren extremadament vulnerables per a la tripulació, per tant, normalment les plaques només es baixaven en moviment per protegir els tripulants contra metralla o foc d'armes lleugeres.